# IPC (エレクトロニクス)
IPC (国際エレクトロニクス協会）は、電子機器と部品の組立要件と製造要件の標準化を目的とする事業者団体である。1957年、プリント回路協会（Institute for Printed Circuits）として設立された。相互接続・パッケージ電子回路協会(Institute for Interconnecting and Packaging Electronic Circuits)として名称変更され、電子回路板単体からパッケージ製品や電子部品へとその対象が拡大されたことが強調された。1999年、正式にIPCという新名称に変更し、スローガンとして「エレクトロニクスをつなぐ協会」(Association Connecting Electronics Industries)という文言を採用した。
また、2020年2月コーポレートスローガンを変更し、BUILD ELECTRONICS BETTER（より良いエレクトロニクスの構築）へと変更となった。
2025年6月23日に組織名称をグローバル・エレクトロニクス・アソシエーション（Global Electronics Association）へと名称変更。尚、標準書や認証資格などはIPCの名称が継続して使用される。新スローガンは、"Better electronics for a better world."

## IPCの歴史
1980年代後半から90年代にかけて、米国政府の国防総省管理下にあったMIL規格やNASA等の航空・宇宙製品関連の規格がIPCに移管された。それらの規格は現在のIPCの基礎となっており、時代の変化に合わせた持続的な改善・変更をしている。
IPCは米国国家規格協会(ANSI)に標準開発組織として認定されており、IPC標準は国際的に認知されており、電子産業におけるデファクトスタンダードとして最も広く使用されている受入標準である。グローバル、且つ、業界で認められているIPCの標準規格を採用することで、製品の品質と信頼性についてお客様のニーズに応えることが可能となる。
IPCはイリノイ州バノックバーンに本社を構え、その他に以下の都市に事務所がある。
ワシントンD.C.、ニューメキシコ州タオス、ヴァージニア州アーリントン、ストックホルム（スウェーデン）、ムンバイ・デリー・バンガロール（インド）、上海・深圳・北京（中国）、ブリュッセル（ベルギー）、ミュンヘン（ドイツ）、ソウル（韓国）、バンコク（タイ）、ハノイ（ベトナム）、東京（日本）
2013年より「はんだ付コンテスト」を主催。2017年より10月に開催されるネプコンジャパン名古屋に開催場所を変更した。日本各地よりはんだ付に自信のある技術者が多数参加し、はんだ付日本一を決定。日本チャンピオンはアメリカで開催されるはんだ付コンテスト世界大会に日本代表として招待される。2019年度の世界大会では、史上初の満点で日本代表が優勝し世界チャンピオンに輝いた。コロナ後に開催された2023年の世界大会では、日本代表が準優勝に輝いた。
2025年6月23日に名称をGlobal Electronics Association（グローバル・エレクトロニクス・アソシエーション）に変更し、その活動スコープを標準化活動のみにとどまらず、政府や産業界とのパートナーシップ強化、新規投資の促進、業界全体のイノベーション推進、そしてサプライチェーンの混乱軽減に一層注力することとなった。

## 日本における活動状況
2015年、はんだ付ロボットのトップメーカー、株式会社ジャパンユニックスと日本市場における独占販売契約を締結。IPC-A-600、IPC-A-610、J-STD-001等の販売や改訂翻訳を行っている。
2017年より、日本のユーザー向けにEラーニングを活用した、IPC-A-610の認証資格を目的としたIPCオンライントレーニングを開発。国内エレクトロニクス業界へ向けて、グローバルで共通化されたトレーニングプログラムを日本語で提供開始した。また、11月からは、はんだ付の国際資格である、IPC J-STD-001の認証資格を目的としたはんだ付技術トレーニングをIPC公認トレーニングセンターにて開始。2011年には、NASAが独自規格の策定を中止し、J-STD-001を採用することを発表した。日本でのトレーニングでは、はんだ付における日本標準と国際標準の差異を明確化し、海外取引における認識の誤解を解消し、世界で通用するはんだ付の国際資格取得者の育成を目的としている。また、2018年には、プリント基板実装のリワーク・リペアの正しい手順を習得し、国際資格が取得できるIPC-7711/21の実技トレーニングも開始した。リワーク・リペアトレーニング
なお、2019年の2月には、IPCに準拠した、正しいプリント基板のリペア(PCBの修理)方法を掲載したIPCの基板修理（PCBリペア）専門サイトが公開された。本サイトでは、IPC-7711/21に準拠したプリント基板実装における各種修理手順が、必要な修理専用工具(ツール)と合わせて紹介されている。
また、2017年時点、世界で製造される電化製品の85%以上がIPCに準拠して製造されている。
2020年、世界で採用されるはんだ付け工程であるJ-STD-001と電子組立品の品質基準であるIPC-A-610の自動車産業、車載産業の要求を満たす追加規格が発行された。
2021年より日本でもIPC標準化委員会が立ち上がり、最新の国際標準に対する議論や日本からの提案を行っている。2021年には、トヨタ自動車がIPCを採用すると発表。

## 標準規格
IPC標準は電子製品製造産業で使用される。IC-A-610、「電子組立品の許容基準」は、正規メーカーやEMS (製造業)業界で国際的に使われている。世界中で3600名以上のトレーナーがおり、標準に関する訓練・試験を行うことを認められている。IPC標準規格は、産業ボランティアの委員会により作成される。タスクグループは、中国・米国・デンマークで組織されている。日本国内では、各標準は、IPCの総合代理店である、株式会社ジャパンユニックス、または、IPC公式オンラインストアから購入可能である。一部の標準書では、基本文書に加え、産業特有の要件を追加した文書が発行されている。例えば、はんだ付の国際基準であるJ-STD-001には、宇宙・軍事用途向け追加規格として、J-STD-001xSがある。各セクター規格の適用方法は、基本文書と併用して使用することが要求される。宇宙・航空産業向け追加規格と自動車・車載産業向け追加規格に詳細が掲載されている。また、2017年より日米欧の主要自動車メーカーや車載部品メーカーが参画し、車載品質レベルを満たす追加規格の策定が進んでいる。
2019年3月、株式会社ジャパンユニックスにより、IPC用語集が日本語、英語、中国語の対訳で無料公開された。IPC用語集様々なはんだ付関連用語、技術用語、専門用語などエレクトロニクス産業で使用される用語を2,324語を掲載しており、エクセル形式のデータも無料で一括ダウンロード可能。本用語集は、一般的な企業活動(作業手順書、カタログ作成、社内資料、製品のインターフェース表現など)において無料で使用可能である。また、同年5月、はんだ付け後の清浄度およびイオン性清浄度要件において、国際的に大きな見直しがあった。過去25年以上、要件変更の無かったはんだ付工程の清浄度において重要な変更となるものである。この改訂に伴い、一律的なROSE試験の1.56μg/NaClという値は、許容可能を判断する客観的証拠として見なされない。なお、これに伴う国際標準の変更は、「J-STD-001G Am」として発行されており、変更に伴う背景説明や調査内容の報告は、「IPC-WP-019A：イオン性清浄度要件における国際的な見直し」として発行されている。
また、2020年には自動車産業のグローバルOEM、サプライヤーが集結し、作成されたIPC J-STD-001GA/IPC-A-610GAが発行された。本規格書は、エレクトロニクスのグローバル市場においてはんだ付け工程管理および品質基準として採用されているJ-STD-001およびIPC-A-610に自動車業界の要求を追加したものである。通常のJ-STD-001、IPC-A-610に追加して使用するものであり、一般要求では記載されていない車載用途の部品形状やミッションクリティカルな用途での実装要求基準などが追記されている。尚、本書に関しても株式会社ジャパンユニックスにより、即時に翻訳されリリースされている。
IPCにより発行された標準には以下のものが含まれる：
一般文書
- IPC-T-50:用語と定義
- IPC-2615:プリント基板の寸法と許容範囲
- IPC-D-325:プリント基板のドキュメンテーション要件
- IPC-A-31:フレキシブルな原料のテストパターン
- IPC-ET-652:未実装のプリント基板の電子テストのガイドラインおよび要件

設計に関する仕様
- IPC-2612:電子図面作成の部門要件に関する文書（図式およびロジックの詳細）
- IPC-2221:プリント基板設計に関する共通基準(日本語訳有)
- IPC-2226:高密度配線(HDI)プリント基板の設計(日本語訳有)
- IPC-2223:フレキシブルなプリント基板の部門設計標準
- IPC-7351B:表面実装型設計およびランドパターンの一般要件標準
- IPC-7095D:ボールグリッドアレイ(BGA)の設計および組立プロセスの実施(日本語訳有)

材質に関する仕様
- IPC-FC-234:一面および二面構成のフレキシブルなプリント基板の加圧接着組立ガイドライン
- IPC-4562:プリント配線利用のための金属箔
- IPC-4101:プリント基板のためのラミネートプリプレグ材質標準
- IPC-4202:フレキシブルなプリント電気回路構成で用いるフレキシブルな誘導体基板
- IPC-4203:フレキシブルなプリント基板のカバーシートとして使われる粘着コートされた絶縁体フィルム、およびフレキシブルな結着フィルム
- IPC-4204:フレキシブルなプリント基板製作で用いるフレキシブルな金属クラッド絶縁体

パフォーマンスおよび実装評価に関するドキュメント
- IPC-A-600:プリント基板の許容性 (日本語訳有)
- IPC-A-610:電子部品の許容基準 (日本語訳有)
- IPC-A-610xA:電子部品の許容基準 ～車載用途向け追加規格～ (日本語訳有)
- IPC-A-620:ケーブル及びワイヤーハーネス組立品の要求事項及び許容基準(日本語訳有)
- IPC-6011:プリント基板の一般パフォーマンス仕様
- IPC-6012:リジッドプリント板の認定および性能仕様 (日本語訳有)
- IPC-6012xS:リジッドプリント板の認定および性能仕様 ～宇宙・軍用アビオニクス用途向け追加規格～ (日本語訳有)
- IPC-6012xA:リジッドプリント板の認定および性能仕様 ～車載用途向け追加規格～ (日本語訳有)
- IPC-6013:プリント配線・フレキシブル・リジッドフレックスの仕様
- IPC-6202:片面および両面フレキシブルなプリント配線基板のIPC/JPCAパフォーマンス・ガイドマニュアル
- PAS-62123:片面および両面フレキシブルなプリント配線基板のパフォーマンス・ガイドマニュアル
- IPC-TF-870:ポリマー厚膜プリント基板の条件とパフォーマンス
- IPC J-STD-001 : はんだ付された電気・電子組立品に関する要求事項 (日本語訳有)
- IPC-WP-019A：イオン性清浄度要件における国際的な見直し (日本語訳有)
- IPC J-STD-001xS : はんだ付された電気・電子組立品に関する要求事項 ～宇宙・軍事用途向け追加規格～ (日本語訳有)
- IPC J-STD-001xA : はんだ付された電気・電子組立品に関する要求事項 ～車載用途向け追加規格～ (日本語訳有)
- IPC-7711/21 : 電子組立品のリワーク、改造およびリペア (日本語訳有)
- IPC-9797：車載要求事項および他高信頼性用途のプレスフィット規格 (日本語訳有)
- IPC-CC-830：プリント配線板組立用電気絶縁化合物の認定および性能 (日本語訳有)

はんだ付け性試験/はんだ材料に関する標準
- IPC J-STD-002:はんだ付性試験：部品リード、ターミネーション、ラグ、端子およびワイヤー (日本語訳有)
- IPC J-STD-003:プリント基板のはんだ付性試験 (日本語訳有)
- IPC J-STD-004:はんだ付用フラックスに関する要求事項 (日本語訳有)
- IPC J-STD-005:ソルダペーストに関する要求事項 (日本語訳有)
- IPC J-STD-006:電子グレードはんだ合金、および電子はんだ付用やに入り/やになし固体はんだに関する要求事項 (日本語訳有)

フレックス組立と材質に関する標準
- IPC-FA-251:片面および両面フレキシブルなプリント配線基板の組立ガイドライン
- IPC-3406:表面実装の導電性接着剤のガイドライン
- IPC-3408:異なる方向の導電性接着剤フィルムの一般要件

各種試験方法
- IPC-TM-650:環境、物理的、電気的試験、電子及び電気部品試験マニュアル (コンプリート版)

## IPCトレーニングと認証資格
IPCでは、グローバルで統一した各標準のトレーニングと認証資格を提供している。日本では、独自にオンラインのプラットフォームを活用したトレーニングを株式会社ジャパンユニックスと共同で開発した。日本におけるトレーニングと認証資格の詳細は、IPC公認トレーニングセンターにて公開されている。オンラインを活用したトレーニングの提供により、北海道から沖縄まで、全国で受講および認証の取得が可能となった。尚、認証試験は全国で提携した200箇所を超える試験センターで申込み、受験する形を取っている。そして、2018年より、NASAが採用する「はんだ付の国際資格」が取得できる実技トレーニング：J-STD-001、電子組立品のリワーク(手直し)・リペア(修理)・改造に特化した実技トレーニング：IPC-7711/21も日本語にて受講可能となった。2024年には、ワイヤーハーネスに関するIPCとWHMA(ワイヤーハーネス製造協会)の共同規格であるIPC/WHMA-A-620に関する認証資格も取得可能となった。
IPCの特徴としては、世界中のエレクトロニクス関連企業が集まって、内容を定めたもの。政府ではなく、企業主導の品質基準だ。エレクトロニクス製品の品質をグローバルレベルで標準化することが目的である。24カ国語版全てで標準書のページや写真の番号を統一しており、全世界の生産プロセスで一定の品質を保つ際に役立つ。トレーニングに関しても、IPCに加盟する多数のエレクトロニクス企業に属するトレーニング開発委員が、内容をデザインしている。
IPCのトレーニングコースは、大きく2つに分類される(トレーニングコース説明) 。
IPCの認証資格とトレーニングは、世界40カ国以上で実施されており、日本企業のアジア拠点や現地社員教育を支援するグローバルトレーニングがある。日本から提供可能なグローバルトレーニングは、台湾を含む中国7拠点、ASEAN7カ国がサポートされている。現地語・現地人によるトレーニングのため、文化的・言語的なバリアを低くし、より効果的な育成方法を提供する。(グローバルトレーニング説明) 
講座トレーニング
基準適用と理解を目的としたプログラム
- IPC-A-610：電子組立品の許容基準(日本語版トレーニング有)
- IPC-A-600：プリント版の受け入れ
- IPC/WHMA-A-620：ケーブル・ワイヤーハーネスの許容基準(日本語版トレーニング有)
- IPC 6012：リジットプリント板の受け入れ

実技トレーニング
- J-STD-001：はんだ付された電気・電子組立品に関する要求事項(日本語版トレーニング有)
- IPC-7711/21：電子組立品のリワーク・リペア・改造(日本語版トレーニング有)

IPCの認証資格は、大きく3つに分類される(認証資格の詳細説明)。
- マスターIPCトレーナー（MIT）
- 認証IPCトレーナー（CIT）
- 認証IPCスペシャリスト（CIS）

マスターIPCトレーナー(MIT)は、IPC認証での最高位レベルとなり、CITとして規定数のトレーニング経験と業界経験に加え、特別な講習と試験を受けて、初めて認定される。認証IPCトレーナー（CIT）は、IPC公認のトレーナー資格で、自社内にて、下記スペシャリストの育成が許可されたトレーナー資格。認証IPCスペシャリスト（CIS）は、実際のラインや現場にて、組立品や受け入れ品の良否判定を行うオペレーター向け認証資格。

## IPCが提供する工場監査プログラム
2024年、日本で工場監査による工場認証の取得が可能となった。本プログラムでは、工場における生産工程や最終製品が、IPC標準規格に正しく準拠していることをIPCの監査員が公平な立場で監査と評価を行う。IPCの発表によると自動車メーカーのGeneral Motors(GM)はサプライヤにIPCの監査を取得することを要求している。
同年、福岡県にあるアドバンテック株式会社（直方工場）が日本初のIPC工場監査認証を取得した。

## 市場調査および統計データ
IPC会員は、IPCの統計プログラムに参加し特定の産業または商品市場の月次・四半期ごとの無料レポートを受け取ることができる。統計プログラムは、電子機器受託サービス(EMS)・プリント回路基板(PCB)・ラミネート・消耗品・ハンダ・組立装置のセグメントをカバーしている。
総合的な内容の年間レポートは、EMSとPCBセグメント用に配信される。市場規模や売上推移を対象として、商品のタイプごとの詳細や商品構成比・付加価値サービスからの売上トレンド・材質のトレンド・会計・アメリカと全世界での生産量合計の予測といった情報を提供する。
MEMSとPCBセグメント用の月次市場レポートは、市場規模・売上および発注の推移・出荷受注比率のおよび短期予測についての最新情報を提供する。